# Dallas Walker Smythe
Pour les articles homonymes, voir Smythe.
Dallas Walker Smythe (9 mars 1907, Regina, en Saskatchewan – 6 septembre 1992 à Langley (Colombie-Britannique)), économiste et militant politique, est l'un des pionniers de l'économie politique des médias. Il voyait dans la recherche un moyen d'améliorer les politiques publiques et de promouvoir l'action des producteurs indépendants face au capital privé. Il consacra ses recherches aux mass media et aux télécommunications. Parmi les principaux concepts qu'il a dégagés, citons le « triangle invisible » (radiodiffuseurs, publicitaires et auditeurs), et celle de « part d’audience ». Ils sont nés de ses tentatives de distinguer la communication administrative de la communication de crise.

## Éducation
Dallas Walker Smythe est le fils aîné d'un quincailler presbytérien de Regina, et d'une écossaise anglicane. Toute son enfance fut imprégnée des valeurs éthiques de la religion chrétienne. Ses parents n'étaient pas adeptes d'une Église particulière, mais lisaient souvent les passages du Nouveau Testament relatifs à l’éthique chrétienne, et aux idées d'un socialisme primitif. Enfant, Dallas Walker Smythe faillit succomber à une grippe, ce qui poussa ses parents  à déménager à Pasadena (Californie) en quête d'un climat plus sain. Encouragé par son professeur de sciences économiques au lycée, Smythe concourut pour des épreuves écrites nationales et remporta un prix de 100 $. Il décida dès lors de se consacrer à l'économie et de devenir professeur. Il étudia d'abord à UCLA puis termina sa licence d'économie à Berkeley, en 1928. Cette même année, il s'inscrivit en 3e cycle pour préparer une thèse consacrée aux transports en commun de San Francisco-Est.

## Carrière de haut fonctionnaire et recherches en sociologie
Après sa soutenance de doctorat, Dallas W. Smythe travailla comme économiste pendant 14 ans dans divers ministères : le Département de l'Agriculture (1934-47), le Central Statistics Board (1937-38), le Département du Travail (1938-41), la Federal Communications Commission (1943-48). À ce dernier poste, il s'employa à rédiger le livre blanc, qui fixa la politique de télécommunications jusque dans les années 1960.
Ces années passées dans les ministères virent ses idées sur la justice sociale, la sociologie et les médias mûrir considérablement. Les coups de feu tirés par la Garde Nationale sur les piquets de grévistes lors de la grève des dockers de San Francisco, et la misère des fermiers du Midwest ruinés par la sécheresse au cours de la Grande Dépression lui montrèrent les errements de la lutte des classes. D’un autre côté, sa préoccupation pour la Guerre civile espagnole et la lutte des citoyens contre le fascisme entraînèrent son adhésion à l’American League for Peace and Democracy, une association vouée à la promotion de l’éducation et de la mobilisation politique pour la levée de l'embargo sur les armes.
Dans les années 1940, sa candidature à la chaire d'Économie d’Urbana-Champaign fut mise en cause par des allégations relatives à son passé militant. Mais J. Edgar Hoover refusant de communiquer les notes du FBI à l'administration de l’université, l’attorney general intervint en faveur du candidat et Smythe devint professeur de l'Université d’Illinois, où il enseigna les sciences de la Communication et l’Économie jusqu'en 1963.
Sous le McCarthisme, Smythe éprouva de plus en plus de difficulté à faire publier ses articles ou à obtenir des fonds de recherche. Craignant pour la sécurité de sa famille, il quitta les États-Unis pour le Canada après la Crise des missiles de Cuba. Dallas enseigna les sciences de la Communication et l’Économie à l’Université de la Saskatchewan au cours des 10 années suivantes. Par la suite, il devint professeur au Département des sciences de la Communication de l’Université Simon Fraser à Burnaby (Colombie-Britannique) de 1974 jusqu'à sa mort en 1992 à l’âge de 85 ans.

## École de pensée
Smythe appliqua les méthodes de la sociologie pour combattre les dérives du système capitaliste. Il estimait qu'un chercheur doit être partie prenante des processus qu'il s'emploie à étudier. Somme toute, Smythe voulait mettre à nu les relations de pouvoir tant politiques qu'économiques au cœur des institutions, noyées dans la technologie et la communication.
Son approche était inspirée du réalisme social, qui voit dans les institutions et les politiques le reflet d'une réalité culturelle. Il se servit aussi de la critique marxiste, qui selon lui n'est pas spécialement marxiste, mais consiste à étudier les phénomènes en tant qu'intérieurs à un système.

## Principaux concepts
L'une de ses idées les plus largement acceptées est celle de « part d’audience » (audience-commodity). Dans son essai « Communications: Blindspot of Western Marxism », Smythe montre comment le capitalisme gomme chez l'individu la distinction entre la fonction de travailleur et celle de consommateur. Smythe considérait que tout le temps qu’on ne dort pas est du temps de travail. Le temps de travail est consacré à la production de richesses, qui à leur tour produisent et reproduisent la force de travail. Mais le temps hors du travail, s'il n'est pas passé à dormir, est vendu comme part de marché aux annonceurs : c'est une part d'audience, qui remplit une fonction marketing et contribue par là aussi à la production et à la reproduction de la force de travail.
La notion de « cadre de pensée » (cultural screen) lui a permis d'analyser les différends à propos de l'équité du partage des bénéfices de la croissance. Il a montré la réalité d'une forme de résistance du public et des institutions traditionnelles (appelée audience power) au formatage des goûts opéré par l'industrie audiovisuelle, et qualifié de « réalisme culturel » la propension d'un système de valeurs à se matérialiser en objets-cultes, tics et lieux à la mode.
Smythe estimait que la technologie est le produit des valeurs et des choix d'une société, dont elle perpétue les mobiles quelles qu'en puissent être les conséquences juridiques. Il considérait de même que science et technique sont politiques, de par le choix de leurs thèmes d'étude et des connaissances à privilégier.

## Œuvres
- D.W. Smythe, « Communications: Blindspot of Western Marxism », Canadian Journal of Political and Society Theory, vol. 1, no 3,‎ 1977, p. 1–28 ; rééd. in T. Guback, Counterclockwise: Perspectives on Communication, p. 266-291 (1994)
- D.W. Smythe, Dependency Road: Communications, Capitalism, Consciousness and Canada, Norwood, NJ, Ablex Publishing, 1981
- D.W. Smythe, « Communications: Blindspot of Economics », dans William H Melody, Liora Salter et Paul Heyer, Culture, Communication and Dependency: The Tradition of H.A. Innis, Norwood, NJ, Ablex, 1981
- D.W. Smythe  & T. Van Dinh, « On Critical and Administrative Research: A New Critical Analysis », Journal of Communication, vol. 33, no 3,‎ 1983, p. 117–127 (DOI 10.1111/j.1460-2466.1983.tb02413.x) In G. Gerbner (Ed.) Ferment in the Field

## Source
- (en) Cet article est partiellement ou en totalité issu de l’article de Wikipédia en anglais intitulé « Dallas Walker Smythe » (voir la liste des auteurs).